# R242 (Russland)

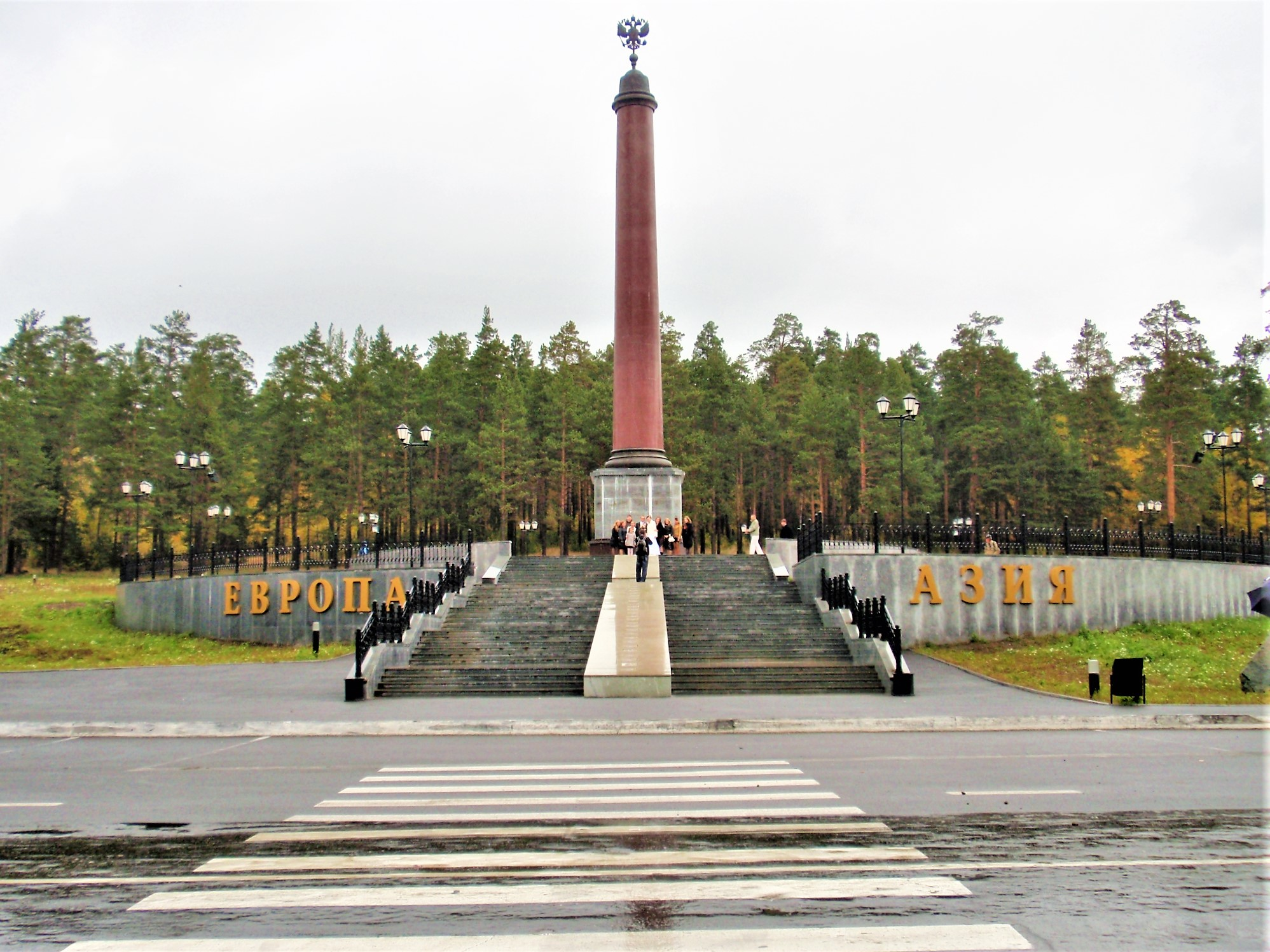
Monument Europa–Asien (errichtet 1837, restauriert 2003) an der Zufahrt von der R242 nach Perwouralsk

Die R242 (russisch Р242) war eine Fernstraße föderaler Bedeutung in Russland.
Mit Verfügung vom 1. November 2023 wurde die Straße aus der Liste der föderalen Fernstraßen gestrichen. Die östliche Hälfte – etwa 170 Kilometer von Atschit bis Jekaterinburg – geht auf die (Stand 2023) teils noch in Bau befindliche föderale Fernstraße M12 Wostok von Moskau nach Tjumen über, während der westliche Teil – etwa 180 Kilometer von Perm bis Atschit – bis 2024 an die seit 2016 als föderale Fernstraße ausgewiesene R243 Kostroma – Kirow – Perm angeschlossen werden soll.
Die 354 km lange Straße verband im Ural und seinem westlichen Vorland die Millionenstädte Perm, Verwaltungssitz der gleichnamigen Region, und Jekaterinburg, Zentrum der Oblast Swerdlowsk. Dabei überquert sie bei Perwouralsk die Grenze zwischen Europa und Asien, als die in diesem Bereich die auf dem Ural-Hauptkamm verlaufende Wasserscheide gilt.
Die R242 folgte auf dem ersten Viertel ihrer Strecke, zwischen Perm und Kungur, dem Verlauf der Hauptstrecke der Transsibirischen Eisenbahn, verlief dann weiter südlich, um auf ihrer zweiten Hälfte, beginnend östlich der Stadt Krasnokamsk, der Bahnstrecke Moskau – Kasan – Jekaterinburg zu folgen. Sie war Teil der Europastraße 22 von Holyhead im Vereinigten Königreich nach Ischim in der westsibirischen Oblast Tjumen.
Die Straße ist auf ihrer gesamten Länge asphaltiert und zumeist zweispurig, aber auf kurzen Abschnitten ab Perm und vor Jekaterinburg auch sechs- bzw. vierspurig und autobahnartig ausgebaut. Bei der erneuerten Ortsumgehung von Suksun ist die Straße stellenweise in eine Richtung jeweils bergan zweistreifig, um dort sicherer überholen zu können. Eine bauliche Trennung der Fahrbahnen in die verschiedenen Richtungen gibt es hier jedoch auch nicht.